# Brzopotezni šah
Brzopotezni šah je način igranja šaha. Svakom od igrača je znatno smanjeno vrijeme njihovih poteza u odnosu na normalan način igranja od 60 do 180 minuta po igraču.
Postoji nekoliko brzih načina igranja: 
- brzopotezni šah (rus. бы́стрые ша́хматы, акти́вные ша́хматы, рапи́д, nje. Schnellschach, eng. rapid chess) 10 do 60 minuta po igraču, ponekad uz malo vremensko povećanje po potezu, primjerice 10 sekunda.[1]
- munjeviti šah (rus. молниеносная игра, nje. Blitzschach) 3 do 5 minuta po igraču. Ponekad se dopušta mogućnost malog produženja poteza. U nedavnoj prošlosti su zbog utjecaja digitalnih šahovskih satova, 3 minute uz dvosekundno dodavanje preferirani oblik.[1]
- metak-šah (nje. Bullet-Schach, Lightning-Schach) 1 do 3 minute po igraču. Vremensko dodavanje za ovu postavku je dvije minute uz jednosekundni dodatak ili jedna minuta uz dvosekundni dodatak. Omiljen na internetu.

Prije nego što su došli digitalni satovi, 5 minuta po igraču je bilo standardom za brzopotezni šah. Prije nego što su uopće uvedeni šahovski satovi sredinom 1950-ih, šahovski su klubovi su imali turnire "brza prijelaza" na kojiima je sudac svakih deset sekunda davao znak.
1988. je godine Walter Browne formirao svjetsko udruženje brzopoteznog šaha i njegovo glasilo Blitz Chess, koje je prestalo izlaziti 2003. godine.